# Poesía lárica
La poesía lárica o de los lares corresponde a la ética y estética fundada y promovida por el poeta chileno Jorge Teillier. La crítica de poesía chilena contemporánea ha incluido entre sus clasificaciones la noción de “poesía lárica” para referirse a un momento de la poesía de mediados del siglo XX, que surge con Jorge Teillier y que agrupa también a otros poetas.  

## Definición de poesía lárica
El crítico y poeta chileno Oscar Hahn señala: 
La palabra “lárico” aparece en una carta de Rainer Maria Rilke a Witold Hulewics en la que aboga por la defensa y permanencia de la casa familiar y de las cosas llenas de vida que hay en todo hogar. Ellas conservan el latido de lo humano, en contraste con los objetos indiferentes o pseudo cosas que se fabrican en serie en los Estados Unidos. Los poetas, dice Rilke, tienen la responsabilidad de custodiar el recuerdo de las cosas antiguas y de preservar su valor humano y lárico. Rilke explica que con esta última palabra se refiere a las divinidades del hogar. De allí la tomó Jorge Teillier, según él mismo cuenta 
En su ensayo Los poetas de los lares. Nueva visión de la realidad de la poesía chilena, Jorge Teillier escribe: 
Frente al caos de la existencia social y ciudadana, los poetas de los lares pretenden afirmarse en un mundo bien hecho, sobre todo en el mundo del orden inmemorial de las aldeas y de los campos, en donde siempre se produce la misma segura rotación de siembras y cosechas, de sepultación y resurrección, tan similares a la gestación de los dioses y los poemas
Esta forma de entender y crear la poesía se caracterizaba por la vuelta hacia el pasado, a un paraíso perdido en el cual lo cotidiano y lo amable, contrasta con la modernidad imperante de la época. Poetas de los Lares son quienes han tenido una visión personal tanto del mundo natural como cultural, que han tomado conciencia de los grandes cuestionamientos de su época y que les han dado una respuesta sólo a través de la palabra, sin transformar la poesía en política, filosofía, ni religión. No se trata de una poesía descriptiva y detallista, y menos de una enumeración naturalista que apele a lo criollo. El poeta lárico se hermana con las cosas, hace crónica del paisaje humano de un pasado vivido e imaginado, transita el momento pretérito apreciando el lugar común y, desde ahí, lo ennoblece.

Jorge Teillier postula que pudiera existir una relación entre el origen provinciano de la mayoría de estos poetas y su tendencia lárica. Atacados por la nostalgia, se volcarían a la infancia y a la provincia. Por otra parte, la doctora en Literatura Chilena e Hispanoamericana Ana Traverso señala:
Teillier insistió en que la poesía lárica no es exclusiva del sur de Chile. Tampoco es natural de las provincias. No pertenece a un territorio ni lugar específico. Más bien se trata de una situación que vivencia la modernidad. El anhelo de progreso representado por las grandes ciudades contrasta con el mundo de los pequeños pueblos rurales, que tienden a ir desapareciendo por efecto de la modernización. En ellos se conservan modos de vida antigua a los cuales es sensible el poeta lárico. Pero la ciudad puede ser también una experiencia deslumbrante para la mirada lárica.
También se ha señalado que es una ética del poeta que rechaza modelos ejemplares o famosos durante el siglo XX en la poesía chilena: los egocentrismos de la poesía de Pablo Neruda, Vicente Huidobro y Pablo de Rokha, así como el yo poético de la antipoesía de Nicanor Parra, de la que escribió: "Adiós al Führer de la Antipoesía/ aunque a veces predique mejor que el Cristo de Elqui./ Es mejor no enseñar dogma alguno, aunque sea ecológico,/ cuando ya no se puede partir a Chillán en bicicleta".

## Autores de poesía lárica

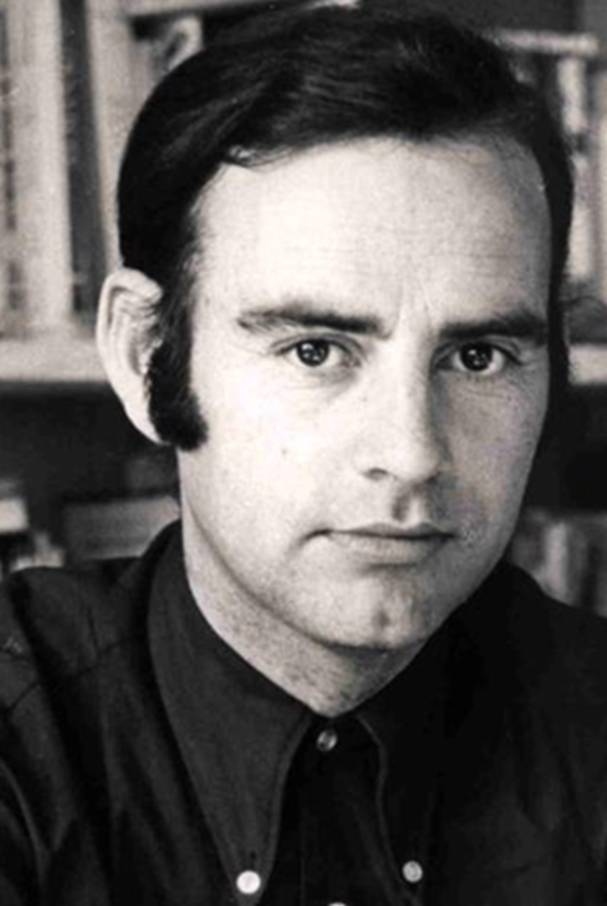
Jorge Teillier.

No existe una opinión homogénea ni suficientemente explícita por parte de la crítica. Si bien Jorge Teillier da una definición personal y es quien funda el concepto sin que exista un movimiento como tal, sino una tendencia en la poesía contemporánea de su época, al mismo tiempo este "no pretende ejercer un liderazgo; sólo desea poner de relieve un hecho que ya existe".
En diferentes textos, se señalan como poetas láricos:
- Jorge Teillier
- Efraín Barquero
- Rolando Cárdenas
- Alfonso Calderón
- Omar Lara
- Floridor Pérez
- Jaime Quezada
- Carlos de Rokha
- Alberto Rubio
- Eduardo Embry
- Edmundo Herrera
- Luis Rivano
- Rubén Campos Aragón
- Pablo Guíñez
- León Ocqueteaux
- Ruperto Salcedo
- Gustavo Adolfo Cáceres
- Ángel Custodio González
- Sergio Hernández
- Iván Teillier
- Enrique Volpe
- Altenor Guerrero